# باين أرسكين
باين أرسكين (بالإنجليزية: Payne Erskine)‏ (10 مايو 1854 - 4 مارس 1924)؛ روائية أمريكية.